# Знаменский сыродельный завод
Знаменский сыродельный завод — предприятие пищевой промышленности в городе Знаменка Кировоградской области Украины, прекратившее существование.

## История

### 1965 - 1991
Знаменский маслосыродельный завод был построен в соответствии с седьмым пятилетним планом развития народного хозяйства СССР. В 1965 году он был введён в эксплуатацию и стал крупнейшим предприятием молочной промышленности на территории Кировоградской области.
В начале 1972 года завод за смену перерабатывал до 40 тонн молока на сыр и до 8 тонн сливок на сливочное масло высших сортов. В дальнейшем, в связи с изменением ассортимента выпускаемой продукции, предприятие получило наименование Знаменский сыродельный завод.
В целом, в советское время завод входил в число крупнейших предприятий города.

### После 1991
После провозглашения независимости Украины государственное предприятие было преобразовано в открытое акционерное общество.
В мае 1995 года Кабинет министров Украины утвердил решение о приватизации завода.
В 1999 году завод остановил работу. 4 мая 2001 года арбитражный суд Кировоградской области признал Знаменский сыродельный завод банкротом и начал процедуру ликвидации предприятия.